# Florentinus Sului Hajang Hau
Pour les articles homonymes, voir Hau.
Florentinus Sului Hajang Hau, né le 11 décembre 1948 à Tering en Indonésie et mort le 18 juillet 2013 à Jakarta, est un prélat catholique d'Indonésie.

## Biographie
Hau est ordonné prêtre dans la congrégation des missionnaires de la Sainte-Famille en 1976. En 1993 il est nommé évêque de Samarinda et en devient le premier archevêque en 2003.

## Sources
- Profil sur Catholic hierarchy